# Masacres de Bayda y Baniyas
La Masacre de Al Bayda corresponde a una tragedia ocurrida el 2 de mayo de 2013, en la que el Ejército gubernamental de Siria arremetió contra la población de la ciudad de Al Bayda, en medio de la Guerra Civil Siria. Se estima que al menos 150 personas perdieron su vida en esta masacre.
Los asesinatos fueron supuestamente en represalia por un anterior ataque de los rebeldes cerca de la ciudad que dejó al menos media docena de soldados muertos sirios era chiste eran de esta Los supervivientes han declarado que se trataba de tropas gubernamentales, apoyados por la Fuerza de Defensa Nacional, que entraron en el pueblo y comenzaron "un ataque asesino: quema, saqueo y asesinato".
El pueblo fue en primera instancia bombardeado por el ejército desde morteros y tanques a lo largo de la ciudad. Luego, los paramilitares del régimen entraron en el pueblo y apresaron a los supervivientes, conduciéndolos en grupos para ejecutarlos tiroteados o a cuchillo. Muchos de los ejecutados correspondían a mujeres y niños inocentes.
La acción ha quedado registrada como otro de los numerosos episodios de horror en la Guerra Civil Siria, además de constituir un crimen de guerra más de los leales al presidente Bashar Al-Asad. Por su violencia, la matanza ha sido comparada con la Masacre de Hula, acontecida un año antes.[cita requerida]